# Real (pera)
Real, es el nombre de una variedad cultivar de pera europea Pyrus communis. Esta pera está cultivada en la colección de la Estación Experimental Aula Dei (Zaragoza). Esta pera también está cultivada en diversos viveros entre ellos algunos dedicados a conservación de árboles frutales en peligro de desaparición. Esta pera variedad muy antigua es originaria de España, en la provincia de Lérida (comunidad autónoma de Cataluña), y tuvo su mejor época de cultivo comercial antes de la década de 1960, y actualmente en menor medida aún se encuentra.

## Sinonimia
- "Real 167 AD" en E. E. Aula Dei.[1]

## Historia
En España 'Real' está considerada incluida en las variedades locales autóctonas muy antiguas, cuyo cultivo se centraba en comarcas muy definidas. Se caracterizaban por su buena adaptación a sus ecosistemas y podrían tener interés genético en virtud de su adaptación. Se encontraban diseminadas por todas las regiones fruteras españolas, aunque eran especialmente frecuentes en la España húmeda. Estas se podían clasificar en dos subgrupos: de mesa y de cocina (aunque algunas tenían aptitud mixta).
'Real' es una variedad clasificada como de mesa, se utiliza también en la cocina, difundido su cultivo en el pasado por los viveros comerciales y cuyo cultivo en la actualidad se ha reducido a huertos familiares y jardines privados.

## Características
El peral de la variedad 'Real' tiene un vigor medio; florece a finales de abril; tubo del cáliz en embudo con conducto sumamente estrecho de longitud variable, generalmente largo.
La variedad de pera 'Real' tiene un fruto de tamaño medio a grande; forma muy variable tanto doliforme breve, como maliforme, u ovoide, o esferoidal o turbinada breve, en general sin cuello, a veces en disminución hacia el pedúnculo, ligeramente asimétrica, con el contorno irregularmente redondeado; piel lisa o semi-basta, seca; color de fondo amarillo verdoso o limón con chapa muy leve anaranjado cobrizo o sin chapa, presenta un punteado abundante, grande, ruginoso-"russeting", muy marcado con aureola verdosa, ligera zona ruginosa en la base del pedúnculo, no constante, mas rara vez zona más extensa y compacta alrededor del ojo, "russeting" (pardeamiento áspero superficial que presentan algunas variedades) medio; pedúnculo de longitud corto o medio, fino o de grosor medio, engrosado en su extremo superior y generalmente carnoso en la base, parcial o totalmente ruginoso-"russeting", con lenticelas blanquecinas, recto, implantado derecho o ligeramente oblicuo, cavidad peduncular muy variable, de anchura media y casi superficial, mamelonada y formando un repliegue en la base del pedúnculo o más rara vez amplia y de profundidad media, con el borde suavemente ondulado o mamelonado; cavidad calicina generalmente estrecha y poco profunda, con bordes desiguales, a veces anchura media o amplia de profundidad variable y con bordes más fuertemente ondulados; ojo pequeño o medio, regular o irregular, abierto o semicerrado. Sépalos pequeños con puntas rizadas, tomentosos y blanquecinos, o resecos y ennegrecidos, con la posición de los sépalos muy variable.
Carne de color blanco crema; textura semi-harinosa, seca; sabor astringente, acidulado; corazón mediano, situado generalmente alto. Eje muy amplio. Celdillas grandes, alargadas. Semillas muy grandes, muy puntiagudas en la inserción, anchas en la base y generalmente bien espolonadas, con color castaño rojizo oscuro.
La pera 'Real' tiene una maduración durante el invierno (en E. E. Aula Dei de Zaragoza). Aguanta en buenas condiciones un mes de almacenamiento en un ambiente refrigerado. Se usa como pera de mesa fresca, y en cocina.